# Ischalea longiceps
Ischalea longiceps är en spindelart som beskrevs av Simon 1898. Ischalea longiceps ingår i släktet Ischalea och familjen Stiphidiidae.
Artens utbredningsområde är Mauritius. Inga underarter finns listade i Catalogue of Life.